# Звезда (Никопольский район)
Звезда (укр. Звізда) — село,
Павлопольский сельский совет,
Никопольский район,
Днепропетровская область,
Украина.
Код КОАТУУ — 1222985003. Население по переписи 2001 года составляло 131 человек.

## Географическое положение
Село Звезда находится в 1-м км от села Сорочино и в 3-х км от села Павлополье.
По селу протекает пересыхающий ручей с запрудой.
Рядом проходит железная дорога, станция Павлополье в 5-и км.